# Testabilité
 (décembre 2010).
Si vous disposez d'ouvrages ou d'articles de référence ou si vous connaissez des sites web de qualité traitant du thème abordé ici, merci de compléter l'article en donnant les références utiles à sa vérifiabilité et en les liant à la section « Notes et références ».
La testabilité indique la facilité d'un système à réaliser des tests probants, par exemple, celle avec laquelle un logiciel de test révèle les bogues. Elle se calcule à partir du taux de détection et du taux de localisation. Elle est indispensable à la prévention des accidents des systèmes complexes, tels que les accidents d'avions.

## Rôle économique
Lors d'un dysfonctionnement d'un système complexe (char, avion, satellite…), il est essentiel pour des raisons de sécurité et d'efficacité, de pouvoir détecter et localiser la (ou les) panne(s) dans les plus brefs délais afin de compenser les fonctions de(s) l'équipement(s) défaillant(s). 
D'une manière générale, la testabilité est l'une des composantes de la sûreté de fonctionnement et contribue à la maintenabilité et à la disponibilité d'une entité. Elle joue un rôle prépondérant dans la conception d'un système complexe et que sa participation doit se faire dans la phase aval de l'étude afin de déterminer les équipements qui satisferont au mieux aux exigences de testabilité. Ces exigences sont des exigences de détection et de localisation des pannes qui sont demandées par le client et doivent être respectées. Elles sont calculées de la manière suivante :

## Calcul
- Taux de détection

{\displaystyle {\text{Taux de detection}}={\frac {{\text{Somme des }}\lambda {\text{ détectés}}}{{\text{Somme de tous les }}\lambda }}}
{\displaystyle \textstyle \lambda } : Taux de défaillance
- Taux de localisation

{\displaystyle {\text{Taux de localisation à n URL}}={\frac {{\text{ Somme des }}\lambda {\text{ localisés dans les GA de taille n}}}{{\text{Somme des }}\lambda {\text{ localisés dans tous les GA}}}}}
URL : Unité Remplaçable en Ligne
GA : Groupe d'Ambiguïté
Dans ces deux relations, deux nouveaux paramètres sont présentés : le taux de défaillance {\displaystyle \textstyle \lambda } et le groupe d'ambiguïté. Le taux de défaillance correspond aux nombres moyens de pannes par heure et il est propre à chaque équipement. Le groupe d'ambiguïté correspond aux plus petits ensembles d'éléments isolés par un test. Ainsi, si après un test, le groupe d'ambiguïté défaillant est composé de trois éléments, il faudra alors se référer aux taux de défaillance pour déterminer parmi ces trois éléments, celui qui a la probabilité la plus importante d'être défaillant.

## Conditions de mise en œuvre
Pour déterminer l'ensemble des paramètres de testabilité, cela se fait relativement aisément pour des systèmes simples pour lesquels il n'y aurait pas beaucoup de tests, mais par contre, pour des systèmes complexes, il est nécessaire de recourir à un logiciel dédié à la testabilité afin de réduire les temps et coûts de développement de la testabilité et du diagnostic.
Le logiciel de testabilité eXpress offre cette possibilité de calculer le taux de détection et de localisation des pannes, de déterminer l'agencement optimum de la séquence de tests à réaliser et de déterminer les groupes d'ambiguïté. Ils génèrent également différents rapports présentant des suggestions d'amélioration (positionnement des points de tests, …) et fournissant divers critères de coût (rechange, réparation).